# Xã Windham, Quận Bradford, Pennsylvania
Xã Windham (tiếng Anh: Windham Township) là một xã thuộc quận Bradford, tiểu bang Pennsylvania, Hoa Kỳ. Năm 2010, dân số của xã này là 933 người.